# 津覇円佳
津覇 円佳（つは まどか、1988年9月5日 - ）は日本の女性ファッションモデル、タレント。沖縄県出身、元ライジングプロダクション所属。

## 来歴
沖縄地区限定のオーディション番組「沖縄んアイドル」（琉球放送）で第1回準グランプリ受賞。

## テレビ番組
- 踊る!さんま御殿!!（日本テレビ、2009年2月24日）